# Le Parfum de l'hellébore
 (juillet 2024).
Le Parfum de l'hellébore est le premier roman de Cathy Bonidan. Il est paru le 12 janvier 2017 aux Éditions de La Martinière. Il est sorti en format poche chez Points le 10 janvier 2019.

## Traductions[1]
- Italie : DeA Planeta Libri (2019)
- Pays-Bas : Boekencentrum Uitgevers (2020)

## Presse
- Notre Temps : "Un livre plein de bienveillance et d'espérance qui nous amène à voir au-delà des apparences."[2]
- Le Télégramme : "Amour et amitié se croisent dans ce premier roman lumineux."[3]